# فيكتور ميري
فيكتور مرعي (بالعبرية: ויקטור מרעי‏) هو لاعب كرة قدم إسرائيلي في مركز الهجوم، ولد في 31 مايو 1989 في عرعرة في إسرائيل. لعب مع مكابي بتاح تكفا وهابوعيل تل أبيب.

## الحياة الشخصيّة
ولد مرعي في عرعرة وبدأ يلعب كرة القدم في فريق شباب بيتار طبرق نتانيا حيث اكتشفت موهبته واستقطب اهتمام فرق في أوروبا منها بيرشت من بلجيكا وحتّى النادي الدوليّ الإيطالي  ، لكن مرعي ظلّ في صفوف الشباب حتّى انتقاله خلال موسم 2008/2009 إلى هبوعيل تل أبيب. في 16 مارس 2009، ظهر مرعي لأوّل مرّة في الفريق الأوّل في خسارة الفريق 1-2 أمام بيتار القدس. دخل مرعي كبديل وبعد 8 دقائق سجّل هدفه الأوّل في الدوري بالدرجة الممتازة.
في موسم 2009/2010، كان مرعي شريكًا في فوز فريقه بكأس الدولة وبطولة الولاية. في عام 2011، كان مرعي على وشك مغادرة هبوعيل تل أبيب بسبب قلّة دقائق اللعب، بل إنه توصّل إلى اتّفاق مع أبناء يهودا، لكن إصابة مهاجم هبوعيل تل أبيب، إيتاي شيشتر، أبقته أخيرًا في الفريق حتّى نهاية موسم 2010/2011. في نفس الموسم، كان شريكًا في الفوز بكأس الدولة للمرّة الثانية على التوالي.
في موسم 2011/2012، كان مرعي مطلوبًا في هبوعيل حيفا، لكن بالرغم من رغبته في الانتقال إلى صفوفهم ، إلّا أنّه وقّع مع فريق مكابي بتاح تكفا لموسم واحد، بموجب الصفقة الّتي وفقها نُقلت اللاعب مهاجم مكابي بتاح تكفا، عمر دماري، إلى هبوعيل تل أبيب. في بيتح تكفا. خلال الموسم سجل مرعي 9 أهداف وفي نهاية الموسم انتقل مع الفريق إلى الدوري الوطنيّ.
مع اقتراب موسم 2012/2013، عاد مرعي إلى فريق هبوعيل تل أبيب، لكنّه لم يحصل على مكان في تشكيلة الفريق. عام 2013، عاد مرعي إلى مكابي بيتاح تكفا. في الرابطة الوطنيّة.
بعد ترقية اللاعب مرعي مع مكابي بتاح تكفا إلى الدوري بالدرجة الممتازة في موسم 2013/2014 سجّل هدفًا واحدًا في الدوري وهدفين في كأس الدولة. في 2 أكتوبر 2014، وقّع مرعي مع فريق طبريّا المدنيّ من الرابطة الوطنيّة. وفي ظهوره الأوّل وفي الدقيقة الأخيرة من المباراة سجّل هدف الفوز (1-2) ضد بلدة جَت.
في مارس 2015 أصيب في ركبته وأنهى الموسم، وفي النهاية انتقل الفريق إلى دوري الدرجة الأولى. بعد تعافيه من الإصابة، لعب لفريق شباب الدورة من الدوري الفلسطينيّ بالدرجة الممتازة.
في 8 أكتوبر 2016، وقّع مرعي مع عميدار رمات غان من دوري جنوب. بحلول نهاية الموسم، كان مرعي قد سجّل 11 هدفًا في 23 مباراة بالدوري. في صيف 2017 وقع مع فريق هبوعيل أبناء اللد من الدوريّ الوطني، وفي موسم 2017/2018 سجّل ستة أهداف في 30 مباراة بالدوري. في موسم 2018/2019 سجل خمسة أهداف في 30 مباراة بالدوري.

## المسيرة المهنيّة:
البطولات الّتي شارك فيها اللاعب فيكتور مرعي:
مكابي بتاح تكفا: الدوري بالدرجة الممتازة 2013-14
هبوعيل تل أبيب: الدوري بالدرجة الممتازة 2012/13
مكابي بتاح تكفا: الدوري بالدرجة الممتازة 2011/12
هابويل تل أبيب: الدوري بالدرجة الممتازة 2010/11
هابويل تل أبيب: الدوري بالدرجة الممتازة 2009/10
هابويل تل أبيب: الدوري بالدرجة الممتازة 2008/09 

## وصلات خارجية
- فيكتور ميري على موقع Soccerway.com (الإنجليزية)
- فيكتور ميري على موقع AS.com (الإسبانية)